# Asociace MOV uznaných mezinárodních sportovních federací
Asociace MOV uznaných mezinárodních sportovních federací (ARISF, anglicky Association of IOC Recognised International Sports Federations) sdružuje mezinárodní federace uznaných sportů, které se snaží o zařazení nových sportů na program olympijských her.

## Členské federace
| Sport               | Federace                                              | Anglicky                                                  | Web                          |
| ------------------- | ----------------------------------------------------- | --------------------------------------------------------- | ---------------------------- |
| Americký fotbal     | Mezinárodní federace amerického fotbalu               | International Federation of American Football (IFAF)      | americanfootball.sport       |
| Automobilový sport  | Mezinárodní automobilová federace                     | Fédération Internationale de l'Automobile (FIA)           | fia.com                      |
| Bandy               | Mezinárodní federace bandy                            | Federation of International Bandy (FIB)                   | worldbandy.com               |
| Baseball a Softball | Světová baseballová a softballová konfederace         | World Baseball Softball Confederation (WBSC)              | wbsc.org                     |
| Bowling             | Světová bowlingová asociace                           | International Bowling Federation (IBF)                    | bowling.sport                |
| Bridž               | Světová federace bridže                               | World Bridge Federation (WBF)                             | worldbridge.org              |
| Cheerleading        | Mezinárodní unie Cheerleadingu                        | International Cheer Union (ICU)                           | cheerunion.org               |
| Florbal             | Mezinárodní florbalová federace                       | International Floorball Federation (IFF)                  | floorball.sport              |
| Horolezectví        | Mezinárodní horolezecká federace                      | Union Internationale des Associations d'Alpinisme (UIAA)  | theuiaa.org                  |
| Karate              | Světová federace karate                               | World Karate Federation (WKF)                             | wkf.net                      |
| Kickbox             | Světová asociace kickboxerských organizací            | World Association of Kickboxing Organizations (WAKO)      | wako.sport                   |
| Kolečkové sporty    | Mezinárodní federace kolečkových sportů               | International Roller Sports Federation (FIRS)             | worldskate.org               |
| Korfbal             | Mezinárodní korfbalová federace                       | International Korfball Federation (IKF)                   | korfball.sport               |
| Koulové sporty      | Světová konfederace koulových sportů                  | World Petanque Boules Federation (WPBF)                   | wpbf-fmbp.org                |
| Kriket              | Mezinárodní kriketová rada                            | International Cricket Council (ICC)                       | icc-cricket.com              |
| Kulečník            | Světová konfederace billiárdu                         | World Confederation of Billiard Sports (WCBS)             | wcbs.sport                   |
| Kung-fu             | Mezinárodní federace Wu-šu                            | International Wushu Federation (IWUF)                     | iwuf.org                     |
| Lakros              | Mezinárodní lakrosová federace                        | World Lacrosse (FIL)                                      | worldlacrosse.sport          |
| Letecký sport       | Mezinárodní letecká federace                          | Fédération Aéronautique Internationale (FAI)              | fai.org                      |
| Metaná              | Mezinárodní federace metané                           | International Federation Icestocksport (IFI)              | icestock.sport               |
| Motocyklový sport   | Mezinárodní federace motocyklistů                     | Fédération Internationale de Motocyclisme (FIM)           | fim-moto.com                 |
| Muay Thai           | Mezinárodní federace asociací Muay Thai               | International Federation of Muaythai Associations (IFMA)  | muaythai.sport               |
| Netball             | Mezinárodní netbalová federace                        | International Federation of Netball Associations (IFNA)   | netball.sport                |
| Orientační běh      | Mezinárodní federace orientačního běhu                | International Orienteering Federation (IOF)               | orienteering.sport           |
| Pelota              | Mezinárodní federace Peloty                           | Fédération Internationale de Pelota Vasca (FIPV)          | fipv.net                     |
| Podvodní sporty     | Světová potápěčská konfederace                        | Confédération Mondiale des Activités Subaquatiques (CMAS) | cmas.org                     |
| Pólo                | Mezinárodní federace pólo                             | Federation of International Polo (FIP)                    | fippolo.com                  |
| Přetahování lanem   | Mezinárodní federace přetahování lanem                | Tug-of-War International Federation (TWIF)                | tugofwar-twif.org            |
| Raketbal            | Mezinárodní raketbalová federace                      | International Racquetball Federation (IRF)                | internationalracquetball.com |
| Sambo               | Mezinárodní sambistická federace                      | International Sambo Federation (FIAS)                     | sambo.sport                  |
| Skialpinismus       | Mezinárodní skialpinistická federace                  | International Ski Mountaineering Federation (ISMF)        | ismf-ski.org                 |
| Sportovní lezení    | Mezinárodní federace sportovního lezení               | International Federation of Sport Climbing (IFSC)         | ifsc-climbing.org            |
| Squash              | Světová squashová federace                            | World Squash Federation (WSF)                             | worldsquash.org              |
| Sumó                | Mezinárodní federace sumó                             | International Sumo Federation (ISF)                       | ifs-sumo.org                 |
| Surfing             | Mezinárodní surfingová asociace                       | International Surfing Association (ISA)                   | isasurf.org                  |
| Šachy               | Mezinárodní šachová federace                          | Fédération Internationale des Échecs (FIDE)               | fide.com                     |
| Taneční sport       | Světová federace tanečního sportu                     | World DanceSport Federation (WDSF)                        | worlddancesport.org          |
| Ultimate Frisbee    | Mezinárodní federace létajícího disku                 | World Flying Disc Federation (WFDF)                       | wfdf.sport                   |
| Vodní lyžování      | Mezinárodní federace vodního lyžování a wakeboardingu | International Waterski & Wakeboard Federation (IWWF)      | iwwf.sport                   |
| Vodní motorismus    | Mezinárodní federace vodního motorismu                | Union Internationale Motonautique (UIM)                   | uim.sport                    |
| Záchranářský sport  | Mezinárodní záchranářská federace                     | International Life Saving Federation (ILSF)               | ilsf.org                     |